# Change the World (canção de V6)
"Change the World" é uma música da banda japonesa V6. Foi lançada em 25 de outubro de 2000 pela Avex Trax como 17º single do grupo. A canção foi usada como primeiro tema de abertura do anime InuYasha. O single alcançou a 3ª posição na parada Oricon e permaneceu nela durante treze semanas.

## Faixas
- CD single[2]

1. "Change the World"
2. "Jōgen no Tsuki" (上弦の月)
3. "Silver Bells"
4. "Change the World" (Original Karaoke)
5. "Jōgen no Tsuki" (Original Karaoke)
6. "Silver Bells" (Original Karaoke)

## Desempenho nas paradas
| Parada (2000)  | Melhor posição |
| -------------- | -------------- |
| Japão (Oricon) | 3              |